# Пінуччіо Піраццолі
Пінуччіо Піраццолі (італ. Pinuccio Pirazzoli; Мілан, 9 червня 1949) — італійський гітарист, аранжувальник і диригент.

## Біографія
Музична кар'єра Піраццолі почалася у 1964 році, коли працював з французьким співаком Антуаном.
У 1968 році увійшов до як гітарист до гурту «I Ragazzi della via Gluck», який супроводжував виступи Адріано Челентано до 1970 року.
Потім розпочав кар'єру аранжувальника і співпрацював з багатьма артистами: Джино Паолі (з яким записав п'ять платівок), Донателла Ретторе, Адріано Челентано, Фаусто Леалі, Ренато Дзеро, Ricchi e Poveri, Аль Бано, Тото Кутуньйо, Лука Барбаросса, Луїс Мігель, Франко Сімоне й іншими. Працював аранжувальником телевізійному конкурсі-фестивалі дитячої пісні «Дзеккіно д'Оро» в період з 1982 по 1989 рік.
Створював музику до таких фільмів як «Ми дякуємо Апулії за надані нам млинці» (1982), «Бінго-Бонго» (1982) і різних телесеріалів.
З 1980-х років брав участь у багатьох сезонах Фестивалю в Сан-Ремо як диригент, діяльність, яка стане для нього превалює в 1990-х і 2000-х роках. Керував оркестром в численних програмах каналів RAI, таких як «Fantastico», «I cervelloni», «Domenica in» і «Cocco di mamma». У 2004 році був диригентом на реаліті-шоу «Music Farm» каналу Rai 2, потім був аранжувальником альбому «Music Farm Compilation», який містив музику виконану на цій передачі.
У 1993—1994 роках створював музику до передачі «Il grande gioco dell'oca» на каналі Rai 2.
Потім керував оркестром у передачах Карло Конті «I migliori anni» і «Voglia d'aria fresca» на каналі Rai 1.
Зараз Пінуччіо Піраццолі працює на італійському телебаченні, де створює музику до різних передач.